# Еванс (озеро)
Еванс (фр. Lac Evans) — озеро в провінції Квебек (Канада).

## Географія
Розташоване на заході провінції в болотистій місцевості, приблизно в 130 км на південний схід від затоки Джеймс. Одне з великих озер Канади — площа водної поверхні 474 км², загальна площа — 547 км², дванадцяте за величиною озеро в провінції Квебек. Висота над рівнем моря 232 метри, коливання рівня озера до 1,4 метра. З півночі в озеро глибоко вклинюється півострів Лонг-Пойнт, який ділить озеро на нерівні частини. Основне живлення від річки Бродбак, що впадає в озеро зі сходу. Стік із озера на північ по тій же річці Бродбак, приблизно через 30 кілометрів річка повертає на захід і впадає в бухту Руперт затоки Джеймс Гудзонової затоки. Льодостав з листопада по травень.
Озеро було досліджене і описане геологом Робертом Беллом і топографом Генрі О'Салліваном 1900 і 1901 року. Отримало назву на честь сера Джона Еванса (1823—1908), археолога, геолога і нумізмата, президента нумізматичного товариства з 1872 по 1908 рік.